# Tellurol

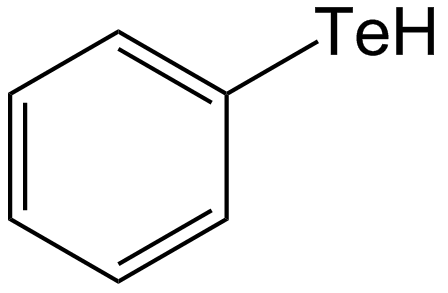
Le benzènetellurol est un exemple de tellurol.

Les tellurols sont des analogues des alcools et des phénols dans lesquels un atome de tellure remplace l'atome d'oxygène. Les tellurols, sélénols et thiols présentent des propriétés semblables, les tellurols étant les moins stables d'entre eux. Ils ont été peu étudiés en raison de leur grande instabilité. Parmi leurs dérivés, on compte les telluroesters R–CO–Te–R’, et les tellurocyanates R–Te–CN. L'éthanetellurol CH3CH2TeH a été obtenu en 1926 à l'aide d'un réactif de Grignard. La méthode la plus employée pour les préparer fait intervenir la réduction de ditellurures R2Te2.

## Propriétés
Les alkyltellurols sont des liquides jaunes à l'odeur forte. Les aryltellurols forment des cristaux incolores. La série de composés (Me3Si)3CTeH, (Me3Si)3SiTeH et (Me3Si)3GeTeH est relativement stable.
L'acidité des tellurols peut être déduite à partir des constantes d'acidité et de dissociation du tellurure d'hydrogène H2Te, dont le premier pKa vaut 2,64. H2Te a pKa plus faible et une constante de dissociation plus élevée que le sulfure d'hydrogène H2S et le séléniure d'hydrogène H2Se.
L'absence de liaison hydrogène explique la faible température d'ébullition des tellurols. Les tellurols peuvent être facilement oxydés et se décomposent sous l'effet de la chaleur et des rayons ultraviolets. Leur liaison Te–H est faible. Le méthanetellurol CH3TeH se décompose ainsi en ditellurure de diméthyle CH3TeTeCH3 et hydrogène H2.